# Adrar des Ifoghas
Adrar des Ifoghas (còn gọi là Adrar des Iforas; Tifinagh Tamasheq: ⴰⴷⵔⴰⵔ ⵏ ⵉⴼⵓⵖⴰⵙ; Adrar n Ifoghas; tiếng Ả Rập: أدرار إيفوغاس núi Ifoghas) là một khối núi nằm ở vùng Kidal của Mali, và khu vực biên giới với Algérie. Nó có diện tích đến 250.000 kilômét vuông (97.000 dặm vuông Anh).

## Địa lý
Khu vực Adrar des Ifoghas có những thung lũng rộng, nông, và rải rác là những khối đá granit bị xói mòn. Các thung lũng của khối núi này nối liền với đồng bằng Tamesna về phía đông, với hào Telemsi về phía tây, thung lũng Azaouak về phía nam và Tanezrouft về phía bắc. Các điểm dân cư trong khu vực gồm Kidal, Aguel'hoc, Boghassa, Essouk và Tessalit.
Adrar des Ifoghas được người dân địa phương gọi ngắn gọn là "Adagh". "Adrar" là một từ trong các ngôn ngữ Berber nghĩa là "núi", còn "Ifogha" là tên của một thị tộc người Tuareg, "Kel Ifoghas", những người đã cai quản vùng này qua nhiều thế hệ. Như hầu hết người Tuareg, thị tộc Kel Ifoghas là dân du mục, chăn nuôi lạc đà, dê và cừu để sử dụng và bán.
Nơi đây nhiều về di tích khảo cổ học, nhất là hình khắc trên đá thể hiện cảnh con người săn bắt, trồng trọt và chăn nuôi. Bộ xương của người Asselar (niên đại 6.400 BP) đã được Wladimir Besnard và Théodore Monod tìm thấy trong khu vực này.

## Sự kiện
Năm 2013, Adrar des Ifoghas trở thành nơi ẩn náu cho các chiến binh Hồi giáo chạy trốn sự can thiệp của Pháp trong cuộc xung đột Bắc Mali. Ngày 22 tháng 2 năm 2013, một trận chiến diễn ra ở Adrar des Ifoghas, làm thiệt mạng 25 lính Tchad, gồm Abdel Aziz Hassane Adam, người điều khiển quân đặc biệt của Tchad tại Mali và 93 phiến quân Hồi giáo. Ngày 12 tháng 3, một trận chiến khác xảy ra tại làng Tigharghar, làm chết một lính của Tchad và 6 phiến quân Hồi giáo.